# Koen Bouwman
Koen Bouwman (Ulft, Oude IJsselstreek, 2 de desembre de 1993) és un ciclista neerlandès que competeix professionalment des del 2012 i actualment a l'equip Team Jumbo-Visma. En el seu palmarès destaquen dues victòries d'etapa al Giro d'Itàlia i el Gran Premi de la muntanya del 2022.

## Palmarès
- 2015
  - Vencedor d'una etapa al Giro de la Vall d'Aosta
- 2017
  - Vencedor d'una etapa al Critèrium del Dauphiné
- 2022
  - Vencedor de 2 etapes al Giro d'Itàlia  1r del Gran Premi de la muntanya
  - Vencedor d'una etapa a la Volta a Eslovàquia
- 2024
  - 1r a la Setmana Internacional de Coppi i Bartali i vencedor d'una etapa

### Resultats a la Volta a Espanya
- 2016. 123è de la classificació general
- 2017. 41è de la classificació general

### Resultats al Giro d'Itàlia
- 2018. 50è de la classificació general
- 2019. 41è de la classificació general
- 2020. No surt (10a etapa)
- 2021. 12è de la classificació general
- 2022. 21è de la classificació general. Vencedor de 2 etapes.  1r del Gran Premi de la muntanya
- 2023. 25è de la classificació general